# Kristall Sankt Petersburg
PFK Kristall Sankt Petersburg (ros. Пляжный Футбольный клуб «Кристалл», Pljażnyj Futbolnyj Kłub „Kristall”) – rosyjski klub piłki plażowej z siedzibą w Petersburgu. Dwukrotny Mistrz Rosji oraz dwukrotny zwycięzca plażowej Ligi Mistrzów z 2014r i 2015r.

## Sukcesy

### Krajowe
- Mistrzostwa Rosji 2013, 2015[2] -
- Mistrzostwa Rosji 2012, 2014 -
- Puchar Rosji - 2015 -
- Puchar Rosji - 2012

### Międzynarodowe
- Euro Winners Cup 2014, 2015 -